# Every Heart: Minna no Kimochi
Every Heart: Minna no Kimochi (Every Heart -ミンナノキモチ-) è un singolo della cantante sudcoreana BoA, pubblicato nel 2002 ed estratto dall'album Listen to My Heart.

## Tracce
1. Every Heart: Minna no Kimochi
2. Every Heart (English Version)
3. Listen to My Heart (Ken Harada's TB-Bassin' Remix)
4. Every Heart: Minna no Kimochi (Instrumental)